# Elatostema aliferum
Elatostema aliferum är en nässelväxtart som beskrevs av Wen Tsai Wang. Elatostema aliferum ingår i släktet Elatostema och familjen nässelväxter. Inga underarter finns listade i Catalogue of Life.